# Сутарджи Калзум Бахри
Сута́рджи Калзу́м Бахри́ (индон. Sutardji Calzoum Bachri) (род. 24 июня 1941 года, Ренгат, Риау) — индонезийский поэт-экспериментатор и писатель.

## Краткая биография
Учился на факультете социально-политических наук Университета Паджаджаран (Бандунг). В 1974—1975 годах занимался в Университете штата Айова (США) по международной программе писательского творчества. В 1974 участвовал в Международном празднике поэзии в Роттердаме. Печатал свои стихи в журналах «Хорисон», «Будая Джая», газетах «Синар Харапан», «Брита Буана». Участник международного поэтического фестиваля в Роттердаме (1975).

## Творчество
Творческим кредом поэта является освобождение слова от смысла, самостоятельность его звуковой структуры и графического изображения. Ориентируется на принципы организации мантр-заклинаний и отчасти на западную «конкретную поэзию» (сборники «О», 1973; «Амок», 1977).
Приобрёл широкую известность благодаря публичным выступлениям с чтением своих стихов. Получил прозвище «бутылочного поэта», так как на раннем этапе творчества читал стихи с бутылкой пива в руках.
Стихи 1966—1979 годов собраны в антологии «O Амок Топор» (1981). В 2000 выпустил сборник рассказов «Дождь //рисует// курицу» (каждое слово — название рассказа).Его стихотворение «Земля слёз», ставшее знаменем борьбы с режимом Сухарто, по-существу сделало «революцию 1998 года» — оно наряду со стихотворением «Мне стыдно, что я индонезиец» Тауфика Исмаила и старой поэзией Рендры, включая «Блюз для Бонни», звучало на митингах, шествиях, демонстрациях. Имеет неофициальный титул «короля индонезийских поэтов»

## Перевод стихов поэта на русский язык

Сутарджи Калзум Бахри с антологией индонезийской поэзии «В поисках мечты» на русском языке, в которой помещены его стихи. Джакарта, 2017 год.

- Шан Хай; Одиночество; Камень; Земля слёз. — В поисках мечты. Современная поэзия Индонезии в переводах Виктора Погадаева. М.: Ключ-С, 2016, с. 34-37.

## Перевод стихов поэта на английский язык
- Arjuna in Meditation. Harry Aveling (ed.). Calcutta, 1976[7].

## Награды
- Премия Совета искусств Джакарты за лучшее стихотворение («Амок»,1976/77)
- Литературная премия Юго-Восточной Азии (1979)
- Премия искусства правительства Индонезии (1993)
- Литературная премия им. Хаирила Анвара Культурного центра Джакарты (1998)
- Литературная премия Мастра (2006)
- Премия Ахмада Бакри (2008)

## Семья
- Отец Мохаммад Бахри — инспектор полиции
- Мать Май Калзум
- Жена Мардиам Линда (с 1982 г.)
- Дочь Мила Серайванги